# Amphipoea castaneo-flavo
Amphipoea castaneo-flavo är en fjärilsart som beskrevs av Burrows. Amphipoea castaneo-flavo ingår i släktet Amphipoea och familjen nattflyn. Inga underarter finns listade i Catalogue of Life.